# Astyris frumarkernorum
Astyris frumarkernorum is een slakkensoort uit de familie van de Columbellidae. De wetenschappelijke naam van de soort is voor het eerst geldig gepubliceerd in 2009 door Garcia.